# 宏村镇 (黎川县)
宏村镇，是中华人民共和国江西省抚州市黎川县下辖的一个乡镇级行政单位。

## 行政区划
宏村镇下辖以下地区：
宏村府中社区、中湖村、沙下村、光辉村、丁路村和孔洲村。